# 盧赫 (斯特雷區)
49°18′34″N 23°57′16″E / 49.30944°N 23.95444°E

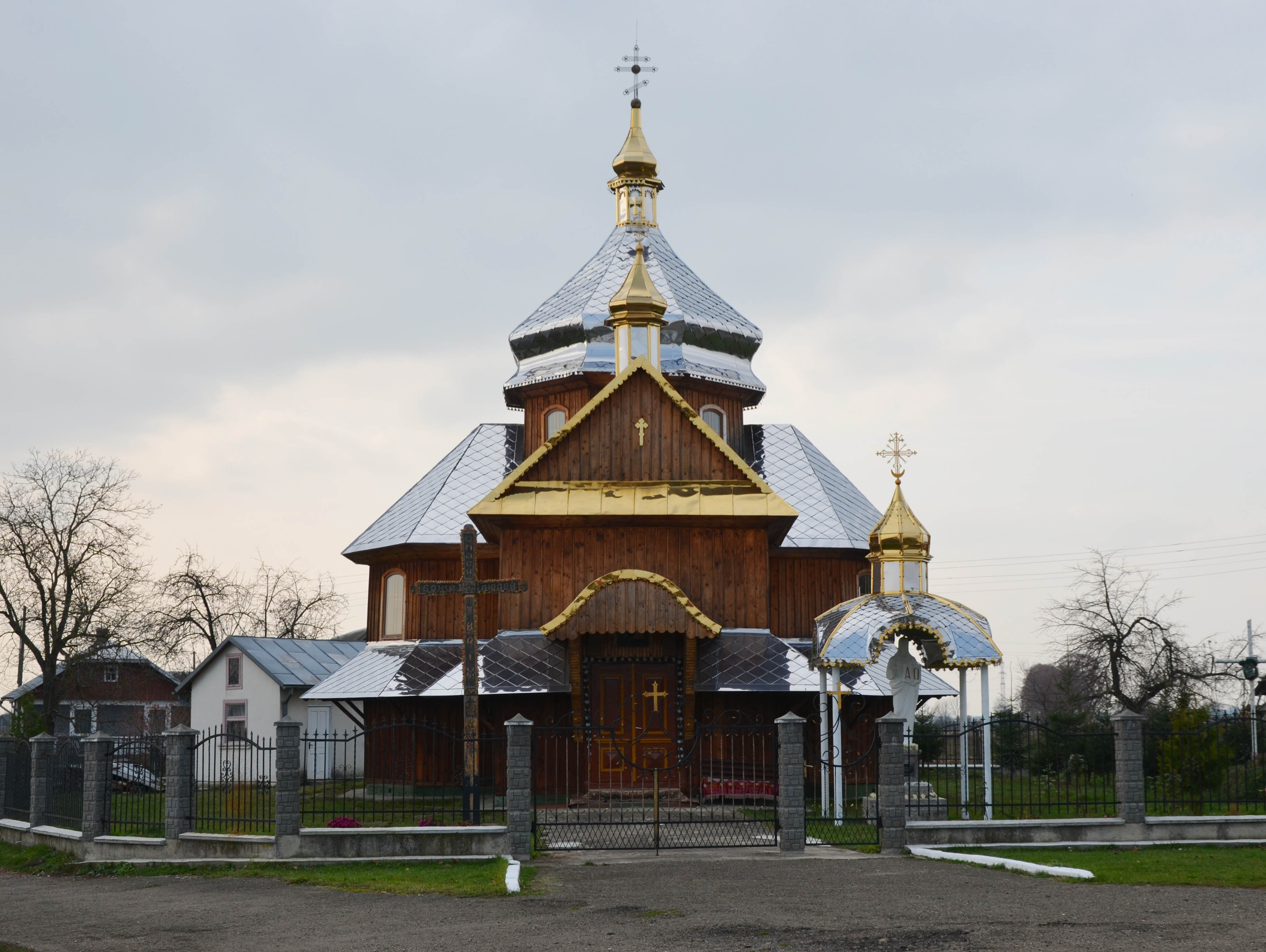
教堂

盧赫（烏克蘭語：Луг），是烏克蘭的村庄，位於該國西部利沃夫州，由斯特雷區斯特雷市鎮負責管轄，始建於1504年，面積10.65平方公里，海拔高度273米，2001年人口313，人口密度每平方公里29.39人。